# Karl Bjarnhof
Karl Otto Bjarnhof f. Andersson den 28. januar 1898 i Vejle død 19. juni 1980 i Nærum) var en dansk forfatter og journalist.
Bjarnhof blev blind i 1918 og skrev flere bøger om blinde. Han blev især kendt som researcher og interviewer på DR, i TV's barndom. Han var desuden cellist og kirkeorganist og satte også musik til en del af Poul Henningsens tekster. Den 28. november 1960 stiftede Karl Bjarnhof Det Danske Akademi sammen med kunsthistorikeren Christian Elling, der begge var medlemmer af Akademiet til deres død.
Han var far til skuespilleren Hannah Bjarnhof og farfar til fotografen Morten Bjarnhof.

## Eksterne links
- Karl Bjarnhof på Bibliografi.dk
- Karl Bjarnhof på Dansk Forfatterleksikon
- Karl Bjarnhof på gravsted.dk